# Idrissa Kabore
Idrissa Kabore (Alto Volta, (en la actualidad Burkina Faso), 9 de agosto de 1977) es un exboxeador burkinés.
Representó su país en los Juegos Olímpicos de Atlanta 1996. Combatió en la categoría del peso ligero.